# Stebbins
Stebbins és una població dels Estats Units a l'estat d'Alaska. Segons el cens del 2007 tenia 552 habitants.

## Demografia
Segons el cens del 2000, Stebbins tenia 547 habitants, 123 habitatges, i 104 famílies La densitat de població era de 6 habitants/km².
Dels 123 habitatges en un 64,2% hi vivien nens de menys de 18 anys, en un 47,2% hi vivien parelles casades, en un 11,4% dones solteres, i en un 15,4% no eren unitats familiars. En el 12,2% dels habitatges hi vivien persones soles el 0,8% de les quals corresponia a persones de 65 anys o més que vivien soles. El nombre mitjà de persones vivint en cada habitatge era de 4,45 i el nombre mitjà de persones que vivien en cada família era de 4,86.
Per edats la població es repartia de la següent manera: un 47,2% tenia menys de 18 anys, un 12,4% entre 18 i 24, un 22,1% entre 25 i 44, un 13,7% de 45 a 60 i un 4,6% 65 anys o més.
L'edat mediana era de 20 anys. Per cada 100 dones de 18 o més anys hi havia 114,1 homes.
La renda mediana per habitatge era de 23.125 $ i la renda mediana per família de 28.214 $. Els homes tenien una renda mediana de 33.125 $ mentre que les dones 20.000 $. La renda per capita de la població era de 8.249 $. Aproximadament el 40,4% de les famílies i el 41,9% de la població estaven per davall del llindar de pobresa.

## Poblacions més properes
El següent diagrama mostra les poblacions més properes.